# Jessie Reed
Pour les articles homonymes, voir Reed.
Jessie Reed, née Jessie May Richardson en 1897 à Houston au Texas et morte le 18 septembre 1940 à Chicago, est une showgirl, Ziegfeld Girl americaine du début des années 1920.

## Biographie
Ses parents sont tous les deux morts quand elle est jeune et elle abandonne ses études pour aller travailler. Jessie rejoint le numéro de vaudeville d'Ollie Debrow et font le tour du pays ensemble.
Jessie est découverte par Jack Shubert (en) et fait ses débuts sur scène dans The Passing Show of 1917. Puis elle joue dans la comédie musicale Sinbad avec Al Jolson en 1918, puis dans Passing Show of 1918. Florenz Ziegfeld lui propose de rejoindre les Ziegfeld Follies en 1919, où elle apparait dans les éditions 1919, 1920, 1921, 1922 et 1923 et également dans Nine O'Clock Review et Midnight Frolic.
Elle est l'une des showgirls les mieux payées des États-Unis, gagnant plus de 200 dollars par semaine.
Elle a un petit rôle en tant que danseuse dans le film Les Ennemis de la femme en 1923.
En 1924, elle se marie et quitte les Ziegfeld Follies et devient femme au foyer dans l'Indiana.
En 1934. Incapable de trouver du travail, elle se retrouve rapidement sans le sou. Elle a aussi un problème d'alcool. Jessie fait la une des journaux en 1935 lorsqu'elle failli être expulsée de son appartement. Un propriétaire de club entend son histoire et lui propose un emploi dans une chorale. Plus tard, elle travaille comme hôtesse de boîte de nuit à Chicago.
En août 1940, elle est hospitalisée pour une infection de la gorge. Le mois suivant, elle est de retour à l'hôpital souffrant d'une pneumonie. Le 18 septembre 1940, elle meurt à l'âge de quarante-trois ans. Jessie est enterrée dans une tombe anonyme au cimetière de Mount Olivet à Chicago.

## Vie privée
À l'âge de quinze ans, elle épouse l'acteur de vaudeville Ollie Debrow. Leur fille, Annie Carroll, est née le 29 novembre 1913.
En 1916, elle commence à avoir une liaison avec un chauffeur nommé Leslie Nash. Quand son mari le découvre, il tire et tue Nash. Debrow est arrêté pour meurtre. Au procès, il plaide la légitime défense et est acquitté. Peu de temps après, elle divorce et déménage à New York et laisse sa fille chez des parents au Texas.
Jessie rencontre Daniel O. Caswell (1900-1925),, le fils d'un millionnaire de Cleveland qui s'est rendu célèbre à Broadway aussi rapidement que dépenser de l'argent peut rendre célèbre. En novembre 1920, Ils s'enfuient et se marient à Pawtucket mais à peine trois mois plus tard, Dan l'a quitte. Il affirme qu'elle l'a épousé pour de l'argent et qu'elle a menti sur son passé. Il demande le divorce en 1921, pour épouser June Castleton,. Le divorce est prononcé le 24 février 1923,. Puis la presse annonce ses fiançailles avec Russell Colt, l'ex-mari d'Ethel Barrymore,, démenti par Colt.
Le 24 février 1924, elle épouse William F. Young, un riche publicitaire de Chicago. Le couple ne se connait que depuis trois jours,. Jessie et William divorcent en 1927. L'année suivante, elle épouse son quatrième mari, Leonard Reno, ancien de l'escadrille La Fayette, et riche éditeur de Chicago. Après six ans de mariage, ils se séparent en 1934.